# Paclitaxel
Paclitaxel (PTX), được bán dưới tên thương mại là Taxol cùng với một số các tên gọi khác, là một loại thuốc hóa trị liệu được sử dụng để điều trị một số loại ung thư. Các dạng ung thư này bao gồm ung thư buồng trứng, ung thư vú, ung thư phổi, sarcoma Kaposi, ung thư cổ tử cung và ung thư tuyến tụy. Thuốc được đưa vào cơ thể bằng cách tiêm vào tĩnh mạch. Ngoài ra còn có một công thức ở dạng gắn kết albumin.
Tác dụng phụ thường gặp bao gồm rụng tóc, ức chế tủy xương, tê, phản ứng dị ứng, đau cơ và tiêu chảy. Các tác dụng phụ nghiêm trọng khác có thể có như các vấn đề về tim, tăng nguy cơ nhiễm trùng và viêm phổi. Có những lo ngại rằng sử dụng thuốc trong khi mang thai có thể gây dị tật bẩm sinh. Paclitaxel thuộc họ thuốc taxane. Chúng hoạt động bằng cách can thiệp với chức năng bình thường của vi ống trong quá trình phân chia tế bào.
Paclitaxel lần đầu tiên được phân lập vào năm 1971 từ cây thủy tùng Thái Bình Dương và được chấp thuận cho sử dụng y tế vào năm 1993. Nó nằm trong danh sách các thuốc thiết yếu của Tổ chức Y tế Thế giới, tức là nhóm các loại thuốc hiệu quả và an toàn nhất cần thiết trong một hệ thống y tế. Chi phí bán buôn ở các nước đang phát triển là khoảng 7,06 đến 13,48 USD/lọ 100 mg. Lượng thuốc này ở Anh mua bởi NHS với giá khoảng 66,85 bảng Anh. Thuốc bây giờ được sản xuất bởi nuôi cấy tế bào.